# マンゴー (ライフゲーム)
マンゴー（mango）は、ライフゲームにおける固定物体である。
果物のマンゴーに類似した形状であるため名付けられた。

## 構造
| ⬜️⬜️⬜️⬜️⬜️⬜️⬜️ ⬜️⬜️⬛️⬛️⬜️⬜️⬜️ ⬜️⬛️⬜️⬜️⬛️⬜️⬜️ ⬜️⬜️⬛️⬜️⬜️⬛️⬜️ ⬜️⬜️⬜️⬛️⬛️⬜️⬜️ ⬜️⬜️⬜️⬜️⬜️⬜️⬜️ |